# Lanquín
Lanquín (del cholano «lakin», significa «pueblo oriental», es un municipio del departamento de Alta Verapaz en la República de Guatemala.
El municipio es muy visitado por las grutas de Lanquín y por Semuc Champey, dos de los principales sitios turísticos de Guatemala.

## Toponimia

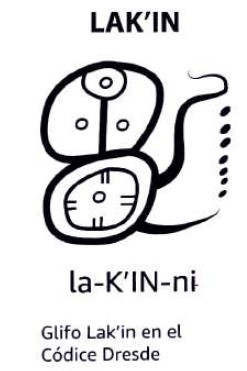
Glifo Lak'in como aparece en el Códice de Dresde

El topónimo «Lanquín» se origina del término cholano o choltí «lakin» (en español: «oriente, este», por lo que significa «pueblo oriental». 

## Geografía física

### Clima
La cabecera municipal Lanquín tiene clima tropical (Clasificación de Köppen: Af).
| Parámetros climáticos promedio de Lanquín | Parámetros climáticos promedio de Lanquín | Parámetros climáticos promedio de Lanquín | Parámetros climáticos promedio de Lanquín | Parámetros climáticos promedio de Lanquín | Parámetros climáticos promedio de Lanquín | Parámetros climáticos promedio de Lanquín | Parámetros climáticos promedio de Lanquín | Parámetros climáticos promedio de Lanquín | Parámetros climáticos promedio de Lanquín | Parámetros climáticos promedio de Lanquín | Parámetros climáticos promedio de Lanquín | Parámetros climáticos promedio de Lanquín | Parámetros climáticos promedio de Lanquín |
| Mes                                       | Ene.                                      | Feb.                                      | Mar.                                      | Abr.                                      | May.                                      | Jun.                                      | Jul.                                      | Ago.                                      | Sep.                                      | Oct.                                      | Nov.                                      | Dic.                                      | Anual                                     |
| ----------------------------------------- | ----------------------------------------- | ----------------------------------------- | ----------------------------------------- | ----------------------------------------- | ----------------------------------------- | ----------------------------------------- | ----------------------------------------- | ----------------------------------------- | ----------------------------------------- | ----------------------------------------- | ----------------------------------------- | ----------------------------------------- | ----------------------------------------- |
| Temp. máx. media (°C)                     | 27.5                                      | 29.4                                      | 30.7                                      | 32.3                                      | 32.1                                      | 31.8                                      | 30.6                                      | 31.0                                      | 30.9                                      | 30.1                                      | 28.7                                      | 27.7                                      | 30.2                                      |
| Temp. media (°C)                          | 23.2                                      | 24.1                                      | 25.4                                      | 26.8                                      | 27.1                                      | 27.1                                      | 26.5                                      | 26.6                                      | 26.5                                      | 25.9                                      | 24.6                                      | 23.3                                      | 25.6                                      |
| Temp. mín. media (°C)                     | 18.9                                      | 18.8                                      | 20.2                                      | 21.3                                      | 22.1                                      | 22.5                                      | 22.4                                      | 22.2                                      | 22.1                                      | 21.7                                      | 20.5                                      | 19.0                                      | 21                                        |
| Precipitación total (mm)                  | 140                                       | 85                                        | 83                                        | 104                                       | 186                                       | 419                                       | 439                                       | 331                                       | 383                                       | 336                                       | 216                                       | 149                                       | 2871                                      |
| Fuente: Climate-Data.org                  |                                           |                                           |                                           |                                           |                                           |                                           |                                           |                                           |                                           |                                           |                                           |                                           |                                           |

### Ubicación geográfica
Lanquín está ubicado en el departamento de Alta Verapaz y está rodeado por municipios del mismo:
- Norte, noroeste, oeste, suroeste: San Pedro Carchá
- Sur: San Pedro Carchá y Senahú
- Sureste: Senahú
- Este: Cahabón[5]

| Noroeste: San Pedro Carchá | Norte: San Pedro Carchá        |                 |
| Oeste: San Pedro Carchá    |                                | Este: Cahabón   |
| Suroeste: San Pedro Carchá | Sur: San Pedro Carchá y Senahú | Sureste: Senahú |

## Gobierno municipal
Los municipios se encuentran regulados en diversas leyes de la República, que establecen su forma de organización, lo relativo a la conformación de sus órganos administrativos y los tributos destinados para los mismos.  Aunque se trata de entidades autónomas, se encuentran sujetos a la legislación nacional y las principales leyes que los rigen desde 1985 son:
| N.º | Ley                                                | Descripción |
| --- | -------------------------------------------------- | --- |
| 1   | Constitución Política de la República de Guatemala | Tiene una regulación legal específica para los municipios en los artículos 253 al 262. |
| 2   | Ley Electoral y de Partidos Políticos              | Ley de carácter constitucional aplicable a los municipios en el tema de la conformación de sus autoridades electas. |
| 3   | Código Municipal                                   | Decreto 12-2002 del Congreso de la República de Guatemala. Tiene la categoría de ley ordinaria y contiene preceptos generales aplicables a todos los municipios, e inclusive contiene legislación referente a la creación de los municipios.             |
| 4   | Ley de Servicio Municipal                          | Decreto 1-87 del Congreso de la República de Guatemala. Regula las relaciones entre la municipalidad y los servidores públicos en materia laboral. Tiene su base constitucional en el artículo 262 de la constitución que ordena la emisión de la misma. |
| 5   | Ley General de Descentralización                   | Decreto 14-2002 del Congreso de la República de Guatemala. Regula el deber constitucional del Estado, y por ende del municipio, de promover y aplicar la descentralización y desconcentración económica y administrativa.                                |

El gobierno de los municipios está a cargo de un Concejo Municipal mientras que el código municipal —ley ordinaria que contiene disposiciones que se aplican a todos los municipios— establece que «el concejo municipal es el órgano colegiado superior de deliberación y de decisión de los asuntos municipales […] y tiene su sede en la circunscripción de la cabecera municipal»; el artículo 33 del mencionado código establece que «[le] corresponde con exclusividad al concejo municipal el ejercicio del gobierno del municipio».
El concejo municipal se integra con el alcalde, los síndicos y concejales, electos directamente por sufragio universal y secreto para un período de cuatro años, pudiendo ser reelectos.
Existen también las Alcaldías Auxiliares, los Comités Comunitarios de Desarrollo (COCODE), el Comité Municipal del Desarrollo (COMUDE), las asociaciones culturales y las comisiones de trabajo. Los alcaldes auxiliares son elegidos por las comunidades de acuerdo a sus principios y tradiciones, y se reúnen con el alcalde municipal el primer domingo de cada mes, mientras que los Comités Comunitarios de Desarrollo y el Comité Municipal de Desarrollo organizan y facilitan la participación de las comunidades priorizando necesidades y problemas.

## Historia

### Fundación
Lanquín, una de las poblaciones conquistadas pacíficamente durante las Capitulaciones de Tezulutlán por un grupo de frailes dominicos -entre ellos: Pedro de Angulo, O.P., Luis de Cáncer, O.P. y Rodrigo de la Cebra, O.P.- fue fundado en 1540. En la década de 1540 se construyó su primera Iglesia católica, la que fue fundada con el nombre de «San Agustín Lanquín».

### Tras la Independencia de Centroamérica
La constitución del Estado de Guatemala promulgada el 11 de octubre de 1825 estableció los circuitos para la administración de justicia en el territorio del Estado y menciona que el poblado de Lanquín era parte del Circuito Cahabón —llamado entonces «Cajavon»— en el Distrito N.º 5 de Verapaz junto con Cahabón.
Según registros históricos, se le considera municipio desde 1846, siendo su primer alcalde Crisanto Beb, honorable indígena.

### SigloXX

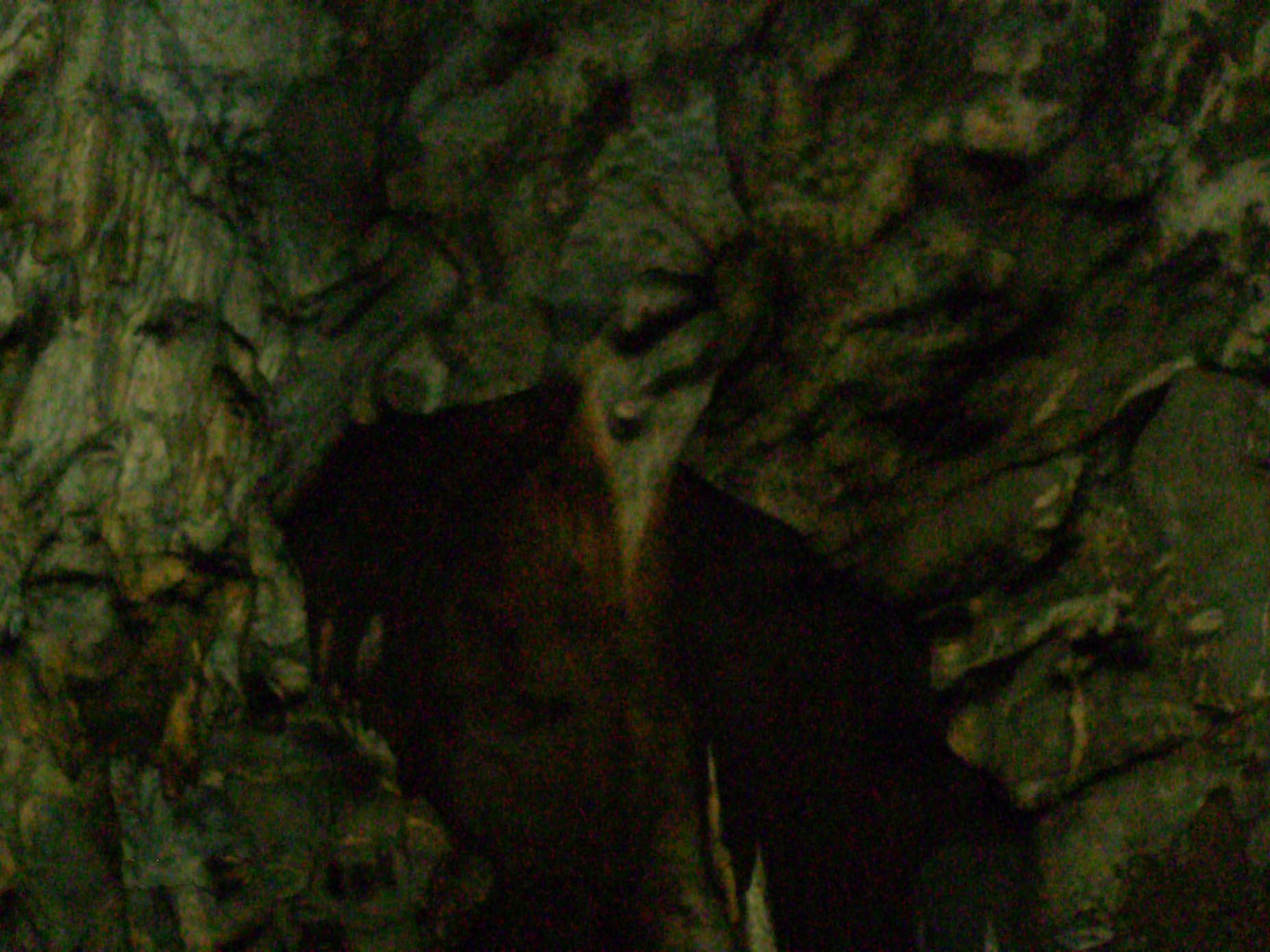
Grutas de Lanquín.

Por acuerdo presidencial de mayo de 1956, el gobierno del coronel Carlos Castillo Armas declaró a Lanquín como Parque nacional por sus bellezas naturales que constituyen uno de los mayores atractivos turísticos de Guatemala. Posteriormente, en 1970 Lanquín fue elevado a la categoría de Monumento Nacional y en 1997 -por acuerdo presidencial- fue declarado Patrimonio Cultural de la Nación.
Al formarse originalmente la Franja Transversal del Norte en 1964, la importancia de la región estaba en la ganadería, la explotación de madera preciosas para exportación y la riqueza arqueológica.  Contratos madereros se dieron a empresas trasnacionales, como la Murphy Pacific Corporation de California, que invirtió 30 millones de dólares para la colonización del sur de Petén y Alta Verapaz, y formó la Compañía Impulsadora del Norte, S.A.  La colonización del área se hizo por medio de un proceso por el que se otorgaban tierras en zonas inhóspitas de la FTN a campesinos. En 1964, el INTA definió la geografía de la FTN como la parte norte de los departamentos de Huehuetenango, Quiché, Alta Verapaz e Izabal y ese mismo año sacerdotes de la orden Maryknoll y de la Orden del Sagrado Corazón iniciaron el primer proceso de colonización, junto con el INTA, llevando a pobladores de Huehuetenango al sector de Ixcán en Quiché.
La Franja Transversal del Norte fue creada oficialmente durante el gobierno del general Carlos Arana Osorio en 1970, mediante el Decreto 60-70 en el Congreso de la República, para el establecimiento de desarrollo agrario, pero al descubrir petróleo en el área de Ixcán y Chisec, el área se convirtió en uno de los puntos más conflictivos durante la Guerra Civil de Guatemala.

## Cultura
La cultura del municipio está enriquecida por la cosmovisión del pueblo Maya Q’eqchí, que ha influido en la mayoría de las formas de vida de los pobladores. El principio básico de la cultura Q’eqchí es el respeto hacia todo lo que los rodea -fauna y flora en general-, pero tal principio se ve amenazado por la influencia de otras culturas ajenas.
El concepto de la confianza en los compromisos, negocios y las transacciones de todo tipo, prevalece muchas veces sobre los aspectos jurídicos y legales, esto se debe principalmente a la cultura Q’eqchí que radica en asumir los compromisos con responsabilidad, teniendo como base la limpieza en todo el sentido de la palabra, la puntualidad y el respeto, que es en donde se enmarca dichos aspectos de confianza.

## Religión
Según la percepción local, el 65% de la población profesa la religión católica, aunque existen también núcleos evangélicos que desde hace diez años se van adentrando paulatinamente en el municipio.
La población Q’eqchí mantiene costumbres ancestrales de comunicación con la naturaleza y el cosmos; sin embargo, no existe cálculo porcentual de esta práctica religiosa aunque es posible percibir que las dinámicas religiosas occidentales han propiciado que la cosmovisión maya -raíz de la cultura q’eqchi', esté decreciendo significativamente. Dentro del municipio se cuenta con dos altares mayas reconocidos, que son las Grutas de Lanquín y el altar ubicado en Semuc Champey, aunque es posible que existan otros de importancia que son conocidos únicamente por los ancianos de la localidad.

## Fiestas patronales
Los principales centros poblados celebran fiestas anuales, que tienen como referente a diferentes Santos de la Iglesia Católica. Estas fiestas se caracterizan por la práctica de algunas tradiciones tales como: juegos pirotécnicos, ventas de comidas tradicionales, juegos para los niños, celebraciones cristianas y bailes de carácter popular. La fiesta titular se celebra del 24 al 28 de agosto, el día principal es el 28 y es cuando la Iglesia Católica conmemora el día de San Agustín de Hipona.

## Turismo
Un gran complejo de cuevas conocidas como Grutas de Lanquín está situado a 1 km al oeste de la cabecera municipal la ciudad. A 11 km al sur de Lanquín corre el río Cahabón y se encuentra el monumento natural Semuc Champey. Lanquín es a menudo el punto de partida para excursiones a Semuc Champey.